# Christian Rindom
Christian Rindom es un deportista danés que compitió en vela en la clase Europe. Ganó una medalla de oro en el Campeonato Europeo de Europe de 2007.

## Palmarés internacional
| Campeonato Europeo | Campeonato Europeo | Campeonato Europeo | Campeonato Europeo |
| Año                | Lugar              | Medalla            | Clase              |
| ------------------ | ------------------ | ------------------ | ------------------ |
| 2007               | La Escala (España) | Medalla de oro     | Europe             |